# Carl Jóhan Jensen

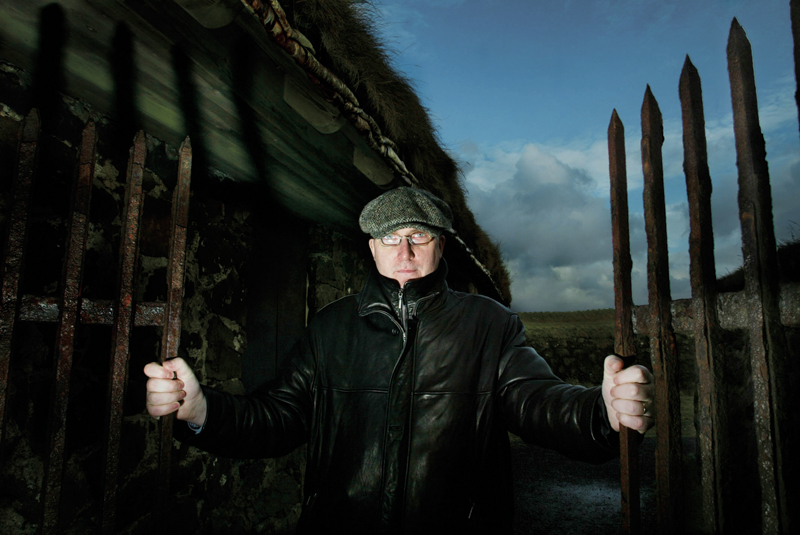
Carl Jóhan Jensen

Carl Jóhan Jensen, född 2 december 1957 i Torshamn, är en färöisk författare.
Jensen föddes i Tórshavn och växte upp på Tinghúsvegin. Han studerade vid barn- och realskolan i kommunen. År 1973 flyttade han till Danmark för att studera på studentskolan och tog 1976 examen därifrån. Samma år som examen flyttade han tillbaka till Färöarna. Han arbetade som journalist på flera tidningar. Därefter studerade han både det färöiska och nordiska språken på Färöarnas universitet och tog examen från detta år 1981. Han fortsatte sitt studerande med språk, och studerade isländska fram till 1987. Han tillbringade ett år i Australien tillsammans med sin fru Kate Sanderson. Han nominerades för Nordiska rådets litteraturpris 1998 och 2007.
Han var ordförande för Rithøvundafelag Føroya 1991–1992. 

## Priser
- 2006 - Färöarnas litteraturpris
- 1989 - Färöarnas litteraturpris